# この愛のために撃て
『この愛のために撃て』（このあいのためにうて、À bout portant）は、2010年のフランス映画。誘拐された妻を救おうとする男を描いたサスペンス・アクション映画。2014年に韓国でリメイク版『ポイントブランク ～標的にされた男～』が、2019年にアメリカでリメイク版『ポイント・ブランク -この愛のために撃て-』が作られた。

## ストーリー
意識不明の重体で男（ロシュディ・ゼム）が病院に運び込まれる。何らかの事件に巻き込まれているようで、男は警察の監視下に置かれることになる。一方、看護助手のサミュエル（ジル・ルルーシュ）は、出産間近の妻ナディア（エレナ・アナヤ）を誘拐されてしまう。犯人から、勤務先の病院にいる意識不明の男を、警察の監視をかいくぐって、外に連れ出すよう要求される。
刑事ファーブル（クレール・ペロ）は、意識不明の男がサルテという名前の前科者であることを知り、病院に向かうが、連れ出されたあとだった。ファーブルはサルテたちの行方を追おうとするが、サルテの担当は、別の課の刑事ヴェルネール（ジェラール・ランヴァン）らになってしまう。その事に不満を持つファーブルは、独自で捜査を開始する。

## キャスト
- サミュエル・ピエレ - ジル・ルルーシュ： 看護助手。
- ナディア・ピエレ - エレナ・アナヤ： サミュエルの妻。
- ユーゴ・サルテ - ロシュディ・ゼム
- ファーブル - ミレーユ・ペリエ： 殺人課の女刑事部長。
- アナイス・スジーニ - クレール・ペロ： ファーブルの部下の女刑事。
- パトリック・ヴェルネール - ジェラール・ランヴァン： 刑事。
- ヴォジェル - ムーサ・マースクリ： 刑事。
- メルシエ - ピエール・ベノア： 刑事。
- モロー - ヴァレリー・ダッシュウッド： 刑事。
- リュック・サルテ - アデル・バンシェリフ： サルテの共犯者で弟。

## スタッフ
- 監督 - フレッド・カヴァイエ
- 製作 - シリル・コルボー＝ジュスタン、ジャン＝バティスト・デュポン
- 製作総指揮 - ダヴィ・ジョルダーノ
- 脚本 - フレッド・カヴァイエ、ギョーム・ルマン
- 撮影 - アラン・デュプランティエ
- 美術 - フィリップ・シーフル
- 衣装 - マリ＝ロール・ラッソン
- 編集 - バンジャマン・ヴェイユ
- 音楽 - クラウス・バデルト

## 公開
フランスでは2010年12月1日に308館で公開され、週末興行収入で初登場3位（12月1～5日付）になり、最大336館まで上映館を増やした。
日本では、2011年6月25日にフランス映画祭にてTOHOシネマズ日劇で上映された。その後、同年8月6日より有楽町スバル座、ユーロスペースで公開されたのち、全国順次公開された。
なお、アメリカでは『Point Blank』の英語題で、2011年7月29日に6館で公開され、最大37館まで上映館を増やした。

## 主な受賞・ノミネート
- 第7回ジャック・ドレー賞 (Prix Jacques Deray du film policier français) 受賞[3]
- 第83回ナショナル・ボード・オブ・レビュー賞 外国映画トップ5
- 第12回フェニックス映画批評家協会賞 外国語映画賞ノミネート
- 第8回セントルイス映画批評家協会賞 外国語映画賞ノミネート